# Houara Oulad Raho
Houara Oulad Raho (franska: Houara Oulad Raho (CR), Houara Oulad Raho (Commune Rurale), arabiska: هوارة أولاد رحو) är en kommun i Marocko.   Den ligger i provinsen Guercif och regionen Oriental, i den nordöstra delen av landet, 300 km öster om huvudstaden Rabat. Antalet invånare är 32 866.